# 63e régiment de marche
Pour les articles homonymes, voir 63e régiment.
Le 63e régiment d'infanterie de marche (ou 63e régiment de marche) est un régiment d'infanterie français, qui a participé à la guerre franco-allemande de 1870.

## Création et différentes dénominations
- 10 décembre 1870 : formation du 63e régiment d'infanterie de marche
- 24 juillet 1871 : fusion dans le 63e régiment d'infanterie de ligne

## Chef de corps
Par décret du 29 novembre 1870 et jusqu'à sa transformation en régiment de ligne, le régiment est commandé par le lieutenant-colonel Desvaux de Lyf,,.

## Historique
Le 63e régiment de marche est formé à Besançon le 10 décembre 1870 (à l'exception du IIIe bataillon rassemblé à Lons-le-Saunier). Le Ier bataillon est issu du bataillon de marche du 78e régiment de ligne (six compagnies, 19 officiers et 966 hommes), son IIe du bataillon de marche du 85e de ligne (six compagnies, 20 officiers et 691 hommes) et son IIIe d'un bataillon de marche du 84e de ligne (six compagnies, 19 officiers et 1 267 hommes).
Le 4 janvier, le 63e de marche, regroupé à Besançon, est rattaché à la 1re brigade de la 1re division du 24e corps d'armée (armée de l'Est). Lors de la bataille d'Héricourt, le 16 janvier 1871, le Ier bataillon du 63e tente avec le 15e bataillon de chasseurs un assaut à découvert sur Bethoncourt qui échoue rapidement. Le IIIe bataillon, égaré, se joint à l'attaque d'Héricourt menée par le 20e corps le lendemain.
Il est interné en Suisse le 1er février 1871,.
Libéré, il part en Algérie pour combattre la révolte de Mokrani. Il fusionne le 24 juillet 1871 avec le dépôt du 63e de ligne.